# Zündschnur

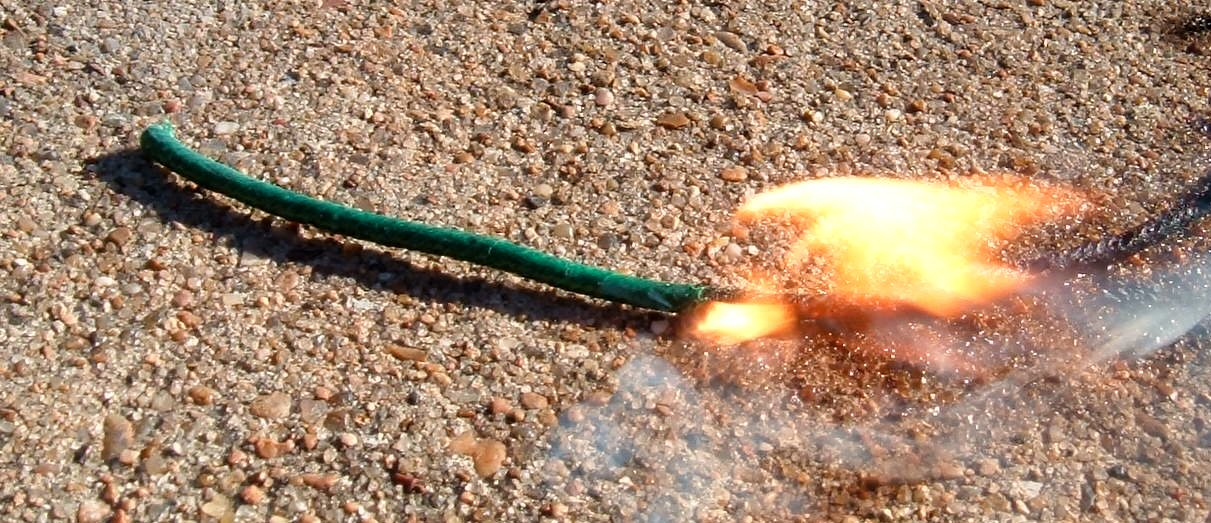
Brennende Zündschnur

Eine Zündschnur ist eine abbrennende Schnur, die dazu dient, einen pyrotechnischen Satz oder eine Sprengladung nach Ablauf einer definierten Zeitspanne auszulösen. Die verschiedenen Zünd- und Anzündschnüre gehören zu den Anzündmitteln.
Der korrekte Begriff für die Zündschnur ist eigentlich Anzündschnur bzw. Sicherheitsanzündschnur. Unter Anzünden versteht man das Auslösen eines Abbrandes, unter Zünden hingegen das Auslösen einer Detonation. Mit einer Zündschnur können daher keine modernen Sprengstoffe gezündet werden, wohl aber Schwarzpulver,  Sprengkapseln, die eine Initialladung enthalten, oder pyrotechnische Sätze. Anzündschnur ist nicht mit Sprengschnur zu verwechseln.

## Verwendung
Zündschnüre sind an vielen frei verkäuflichen Feuerwerkskörpern angebracht. Hierbei sind die Zündschnüre fest mit dem pyrotechnischen Satz des Feuerwerkskörpers verbunden und stellen eine Verzögerung dar, die es dem Anzünder erlaubt, den nötigen Sicherheitsabstand herzustellen, bevor der eigentliche pyrotechnische Effekt (meist vorerst die Ausstoß- oder Treibladung) zündet.
Auch Treibsätze von Modellraketen können mit Hilfe von Zündschnüren gezündet werden. Allerdings sind die Zündschnüre hier nicht starr mit dem Treibsatz verbunden. Sie werden durch die Düse des Treibsatzes in denselben gesteckt und mit Hilfe eines Zündholzes fixiert.
Primärverwendung ist aber das Verleiten in der gewerblichen Großfeuerwerkerei, wo Einzeleffekte zu ganzen Gruppen verbunden werden, die nur einen Zündpunkt erfordern. Mit dem Aufkommen der elektrischen Zünder (Zündmaschine und verkabelter Brückenzünder), die es erlauben, jeden Effekt auch im Zehntelsekundenbereich einzeln anzusteuern, hat das Verleiten an Bedeutung verloren und wird vorrangig für die vielfältigen Spezialeffekte verwendet, die ein Pyrotechniker selbst aus Handelsprodukten zusammenstellt.

## Anzündmittel

### Lauffeuer
Die Bezeichnung Lauffeuer war früher für das Verbrennen einer Pulverspur üblich. Es bildet die historische Stammform aller modernen Anzündschnüre. Die Bezeichnung bezieht sich auf die Geschwindigkeit, mit der das Pulver verbrennt und die Flamme ihren Weg nimmt. Diese liegt bei ungedecktem Abbrand im Zentimeterbereich je Sekunde. Hierher, beziehungsweise auch von der ähnlichen Brandform, kommt das Sprichwort etwas verbreitet sich wie ein Lauffeuer, was auf die schnelle Verbreitung von Nachrichten und Neuigkeiten bezogen wird.

### Lunte

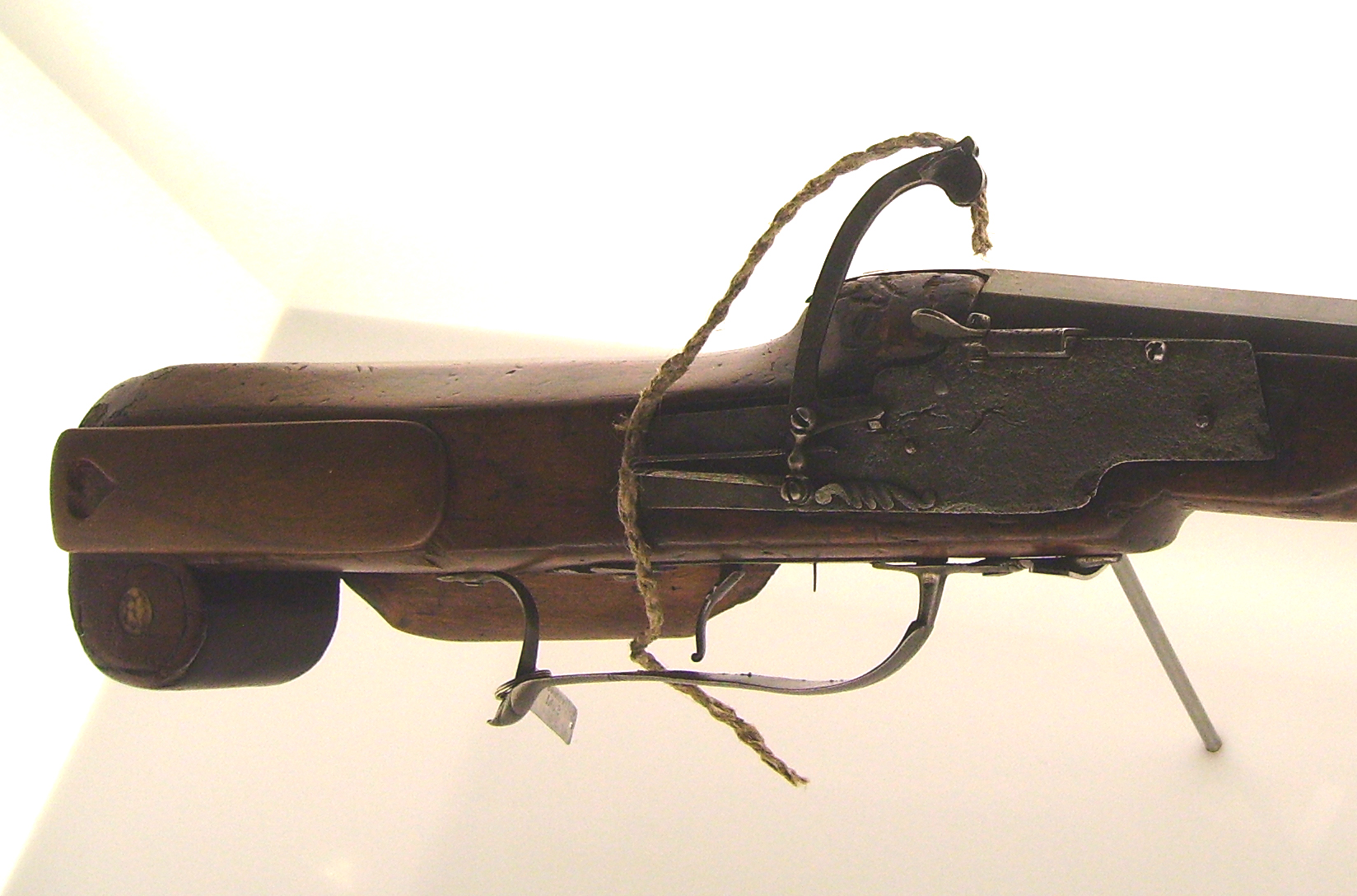
Historische Waffe mit Luntenschloss,
Waffenmuseum Suhl

Die Lunte war ursprünglich ein langsam glimmendes Seil, das zu diesem Zweck nitriert wurde, beispielsweise durch Kochen in einer Salpeterlösung. Diese wurden zum Zünden von Vorderladergewehren und Kanonen benutzt.
Andere Luntentypen bestehen aus einer Schwarzpulver-Seele, welche mit einer bis drei Lagen leimgetränktem Gewebe ummantelt ist. Diese wurde auch dort eingesetzt, wo eine nach außen dringende Flamme unerwünscht ist. In dieser Ausführung (Japanese Fuse) wurde sie fast in jeder Kugel- oder Zylinderbombe als Verzögerer verbaut. Mit einer Brenndauer von durchschnittlich 1 cm/s kann man ideal den Zündzeitpunkt nach dem Verlassen des Mörsers bestimmen.
Wird die Lunte noch mit einer Kunststoffhülle überzogen, spricht man von Sicherheitsanzündschnur. Mit einer angewürgten Sprengkapsel bietet sie eine Möglichkeit, Sprengstoffe nichtelektrisch zu zünden. Durch den Mantel ist sie 100 % wasserfest und brennt recht konstant mit 0,8 cm/s, ohne dabei nach außen Funken und Flammen zu versprühen. Die Hauptverwendung liegt, neben der militärischen Nutzung, im Lawinensprengen aus Helikoptern, wo sie in der Regel mit einem Abreißanzünder entzündet wird.
Eine spezielle Form der Lunte ist eine für historische Vorderladerwaffen verwendete Zündmethode in Form einer langsam glimmenden Zündschnur für Schwarzpulverkanonen. Sie wurde erstmals 1378 erwähnt und diente auch als Zeitzünder für Pulvertonnen („Höllenmaschine“). Sie bestand aus Hanfschnüren, aus denen mit Pottasche das Lignin ausgewaschen war, um Aschebildung zu verhindern, die mit einer wässrigen Lösung aus giftigem Bleizucker getränkt und danach getrocknet wurde. So konnten z. B. Verbrennungsgeschwindigkeiten von 20 cm pro Stunde erreicht werden. Wind konnte die Lunten nicht ausblasen.
Zur Zündung wurde das glimmende Ende in das mit Schwarzpulver gefüllte Zündloch der Kanone gestoßen. Zur gefahrlosen Handhabung war die Lunte an einem Luntenstock befestigt. Es war nicht unüblich, beide Enden der Lunte glimmen zu lassen, als Reserve für den Fall, dass die Lunte erlischt. Diese Technik wurde auch für frühe Handfeuerwaffen wie Arkebusen angewandt. Hierbei drückte der Schütze die Glut mit dem Abzugsmechanismus in die pulvergefüllte Pfanne und löste so den Schuss.
Die Redewendung Lunte riechen kommt vom charakteristischen Geruch dieser ständig glimmend gehaltenen Lunten, der die Feinde einen Hinterhalt erkennen ließ.
Im Luntenfeuerzeug wird eine ähnliche Art von Lunte noch heute verwendet.

### Visco
Die Visco ist die am häufigsten bei Kategorie F2-Feuerwerk (Klein- bzw. Silvesterfeuerwerk) verwendete Zündschnur. Sie besteht aus Schwarzpulver oder einem schwarzpulverähnlichen Gemisch, das auf einen dünnen Faden aufgebracht wurde. Um diesen Faden dreht man feinen Zwirn, der vor Beschädigung schützt. Um sie wasserabweisend zu machen, wird die Visco noch mit einem meist auf Nitrocellulose basierenden Lack umhüllt. Gerade für Knallkörper und Raketen ist sie sehr gut geeignet, da sie günstig, wasserabweisend und sehr konstant in der Brenndauer ist. Diese liegt zwischen 1 cm/s und 1,5 cm/s. Des Weiteren erzielt sie durch den offenen, funkensprühenden Abbrand extrem gute Zündleistungen und bedingt weniger Blindgänger. Es gibt zahlreiche Handelsnamen und Herstellungsländer, die sich minimal in der Brenndauer, aber doch sehr in Dicke und Farbe unterscheiden:
- Chinese Green Visco – Am meisten genutzt, Dicke zwischen 1,5 mm und 3 mm
- American Red Visco – Eher unbekannt, auch in Grün oder Rot/Weiß/Blau erhältlich, meist in der Handelsgröße 3/32" (2,381 mm)

### Stoppine
Bei Stoppinen muss man zuerst zwischen gedeckter und ungedeckter Stoppine unterscheiden.
Ungedeckte Stoppine (auch Blackmatch) bestehen aus  einem Faden oder schmalen Stoffstreifen, auf den Schwarzpulver aufgetragen wurde. Im Gegensatz zu Visco brennt Blackmatch wesentlich heftiger und unkontrollierter. Darüber hinaus ist Blackmatch extrem funkenempfindlich, was es als Anzündmittel ungeeignet macht. Jedoch wird sie bei Großfeuerwerkskörpern gerne in einen zuvor geschnittenen Schlitz in den Verzögerer eingesetzt, um eine sichere Anzündung zu gewährleisten.
Gedeckte Stoppine (auch Quickmatch) sind hingegen mit einem extrem losen Papiermantel versehen. Innerhalb der Ummantelung werden die entstehenden Funken durch die Verbrennungsgase mit bis zu 10 m/s vorangetrieben. Aufgrund dieser enormen Geschwindigkeit ist gedeckte Stoppine die erste Wahl bei Feuerwerken, wenn es gilt, eine Verbindung zwischen der Treibladung einer Kugel- oder Zylinderbombe zur Rohrmündung herzustellen. Ist die Stoppine noch mit einer Kunststoffbeschichtung versehen, wird sie sehr wasser- und funkenresistent.

### Chinese Fuse
Bei Chinese Fuse handelt es sich um in sehr feines Seidenpapier eingedrehtes Schwarzpulver. Es ist das wohl älteste, günstigste, aber auch unzuverlässigste Anzündmittel der hier aufgeführten. Bedingt durch die hohen Unterschiede in Dichte und Konsistenz schwankt die Brenndauer erheblich, so dass ein sicheres Verwenden nahezu unmöglich ist. Eine enorme Funkenempfindlichkeit trägt dazu noch bei. Jedoch ist die chinesische Zündschnur aufgrund des niedrigen Preises gut für den Einsatz in Knallkörperketten geeignet.

### Anzündlitze
Die Anzündlitze ist das wohl wichtigste Hilfsmittel eines Feuerwerkers. Sie besteht aus einer Schwarzpulverseele mit eingelegtem Kupferdraht in dünner Kunststoffumspinnung. Der Kupferdraht erlaubt es dem Pyrotechniker, Anzündlitzen untereinander zu verdrehen und damit für eine sichere Flammübertragung zu sorgen. Sie ist nicht wasserfest. Es gibt zwei Sorten der Anzündlitze, die sich durch Farbe und Brenndauer unterscheiden:
- rot:  Abbrenngeschwindigkeit {\displaystyle 0{,}125\,\mathrm {m\,s} ^{-1}} bis {\displaystyle 0{,}08{\overline {3}}\,\mathrm {m\,s} ^{-1}}
- gelb: Abbrenngeschwindigkeit {\displaystyle 0{,}0{\overline {5}}\,\mathrm {m\,s} ^{-1}} bis ca. {\displaystyle 0{,}036\,\mathrm {m\,s} ^{-1}}

## Rechtliche Situation

### Deutschland
Durch die BAM zugelassene Anzündmittel wie beispielsweise elektrische Anzünder und Zündschnüre dürfen seit Anfang 2004 ohne Nachweis einer sprengstoffrechtlichen Erlaubnis an Personen über 18 Jahre abgegeben werden. Ausgenommen von dieser Regelung sind jede Form der gedeckten Stoppine und alle Anzündmittel ohne BAM-Zulassung.
Aufgrund der weiterhin unklaren Situation (das Verleiten oder Bündeln von Feuerwerksartikeln war nach wie vor nur Erlaubnis- bzw. Befähigungsscheininhabern nach dem Sprengstoffgesetz erlaubt) hat die BAM Berlin am 1. Februar 2006 jedoch eine Stellungnahme veröffentlicht, die das Verleiten von Klasse-I- und Klasse-II-Feuerwerksartikeln mit zugelassenen elektrischen und pyrotechnischen Anzündmitteln ausdrücklich auch Personen ab 18 Jahren ohne Erlaubnis gestattet. Das Verbinden von Feuerwerkskörpern zu einem neuen Gegenstand (Bündeln) sowie die Manipulation der vorhandenen Anzündstellen der Feuerwerkskörper sind aber weiterhin verboten.
Sprengladungen dürfen nur für Eis- und Schneefeldsprengungen mittels Zündschnur ausgelöst werden; die Nutzung für andere Zwecke (z. B. Abbruch) ist nicht zulässig.

### Österreich
Anzündmittel der Kategorie P1 wie z. B. die Anzündlitze oder die Visco dürfen in Österreich Personen über 18 Jahren ohne Nachweis besonderer Kenntnisse überlassen werden.
Im Gegensatz dazu ist die gedeckte Stoppine wegen ihrer höheren Gefährlichkeit (Abbrenngeschwindigkeit) der Kategorie P2 zugeordnet und darf somit nur von Personen besessen und verwendet werden, die das 18. Lebensjahr vollendet haben und einen Nachweis ihrer Sachkenntnisse (Pyrotechnik-Ausweis der Kategorie F3) haben.